# SlutWalk

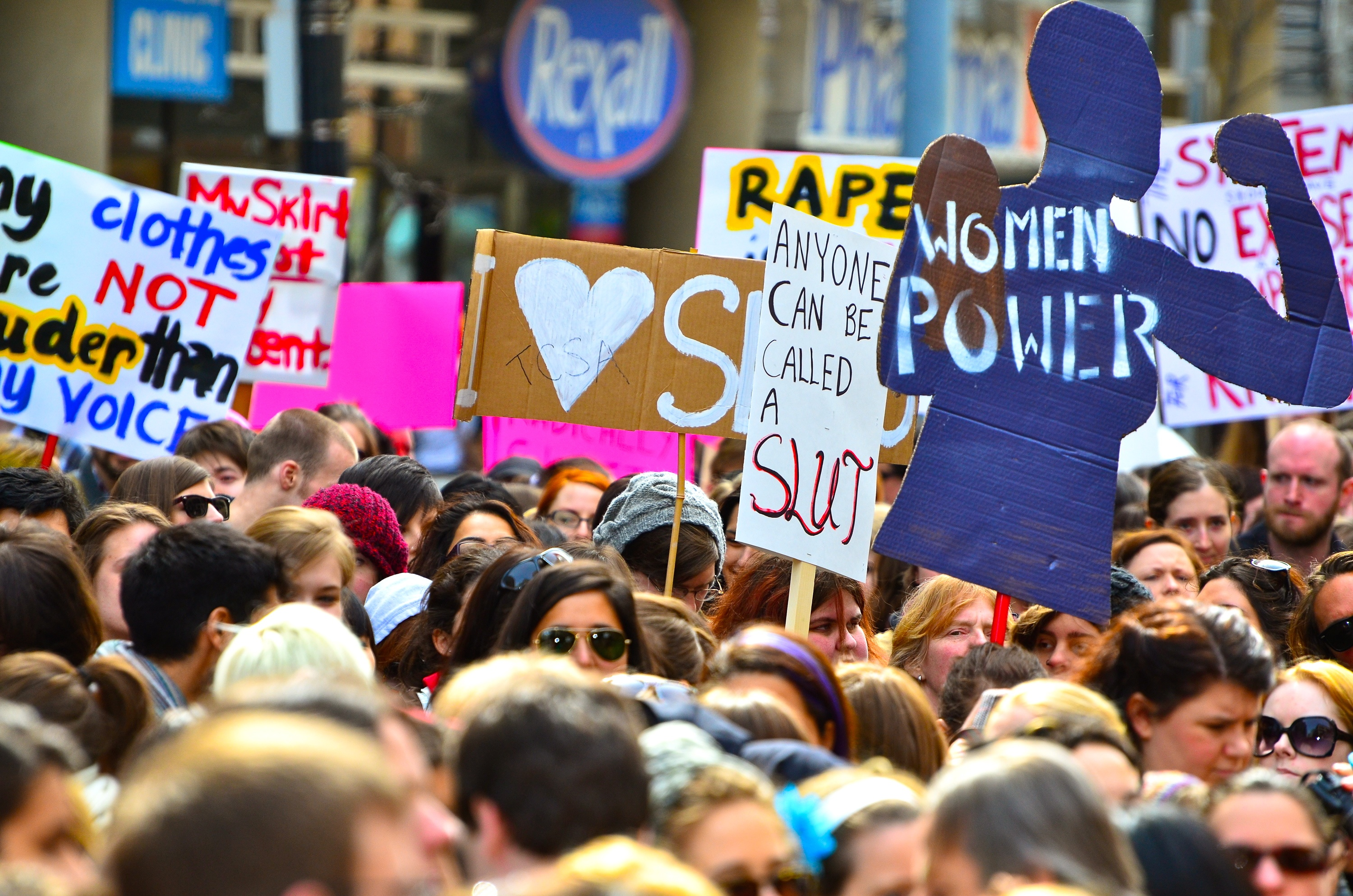
Première SlutWalk à Toronto.

Les Slutwalk sont une série de manifestations féministes commencées le 3 avril 2011 à Toronto, au Canada, et devenues par la suite un mouvement international. Les participantes protestent contre le viol, les violences sexuelles, la culture du viol, la stigmatisation des victimes/survivantes (victim blaming) et le slutshaming. Lors de ces manifestations, de nombreuses femmes choisissent de s'habiller de manière jugée provocante afin de faire passer le message suivant : « Ne nous dites pas comment nous comporter, dites-leur de ne pas violer ». 

## Histoire
Les rassemblements ont commencé lorsque Michael Sanguinetti, un officier de la police de Toronto, a suggéré que pour diminuer les risques de subir un viol, « les femmes devraient éviter de s'habiller comme des salopes ». Le lendemain, les femmes et les hommes de Toronto descendaient dans la rue pour protester contre ces déclarations. Depuis lors, des mouvements Slutwalk sont nés partout dans le monde[réf. nécessaire].

## Mouvement international

### Suisse
Slutwalk Suisse est né en 2012 à Genève sous la forme d'un collectif. Il se constitue en association de droit suisse en mai 2014 pour pérenniser son travail.  

#### Marche des salopes
Le collectif rassemble des militantes lausannoises ayant participé à une marche de nuit et des militantes genevoises qui s'étaient rassemblées autour de témoignages de viol. Ce rapprochement donne lieu à la première Marche des Salopes à Genève, le 6 octobre 2012,,,, suivie d'un espace de témoignages et d'une performance d'effeuillage burlesque.  
Une deuxième marche a lieu le 13 octobre 2013 à Genève,,, au cours de laquelle plusieurs témoignages sont donnés et des palmes de la culture du viol sont distribuées,. À l'issue de la marche, des questionnaires distribués, sous forme de plaintes symboliques, ont servi à faire quelques statistiques informelles sur les violences sexuelles à Genève : 83 % des sondés ont vécu du harcèlement de rue, 54 % ont subi des attouchements, 30 % un viol, 25 % un cas de harcèlement au travail et 21 % de l'homophobie, de la part de personnes connues ou inconnues et 32 % ont été culpabilisés en tant que victime. L'association remet en juin 2014 au Conseil d'État du canton de Genève les plaintes symboliques qu'elle a collectées et complétées par d'autres plaintes reçues entre-temps,,. 
Un documentaire d'Anne-Claire Adet intitulé Salope en Marche est projeté au Clot Voltaire en juin 2014[réf. nécessaire]. 

#### Autres activités
Durant l'année 2013, le collectif travaille à un projet : le site de la prévention suisse de la criminalité donne des conseils aux femmes pour "se protéger des violences sexuelles perpétrées par des inconnus". Le collectif estime que ces conseils sont problématiques (liberticide et mettant la responsabilité de leur agression sur les femmes) et leur envoie un dossier pour leur proposer des pistes d'amélioration. 
En avril 2014, le collectif organise une conférence à l'Université de Lausanne donnée par les fondatrices du projet Unbreakable, qui avait beaucoup inspiré les premiers témoignages à la base de la création de l'association. Cette conférence est organisée en collaboration avec l'Université de Lausanne et la RTS.
Le 13 septembre 2014, en lieu et place de la marche, la Kermesse des Salopes est organisée : elle regroupe plusieurs associations et institutions qui traitent des questions de violences sexuelles à Genève (Viol Secours, Feminista, la Fédération LGBT, le 2e observatoire, la librairie Livresse...). Lors de la journée, plusieurs activités ont lieu. Une fête foraine est organisée sur la place des Volontaires, un cours d'autodéfense féministe est organisé, une exposition de photo est mise en place à la barje des Volontaires, ainsi qu'une projection de plusieurs films, dont Salope en Marche, et des témoignages ont lieu sur la scène, ainsi qu'une remise des palmes de la culture du Viol.
À l'occasion de la Semaine de l'égalité 2018 à Genève, Slutwalk Suisse a créé une exposition féministe intitulée « Mais t'étais habillé.e.x comment ? ». Composée des vêtements que la victime/survivante portait au moment de son agression sexuelle ainsi que du témoignage relatant cette agression, l'exposition a pour but de dénoncer et de déconstruire la culpabilisation des victimes qui leur fait porter la responsabilité de l'agression à la place de leur auteur.  "Mais t'étais habillé comment?" montre qu'il y a en réalité autant de tenues et de situations différentes que de victimes/survivantes.